# Celton Biai
Celton Biai (* 13. August 2000 in Lissabon, Portugal) ist ein guinea-bissauisch-portugiesischer Fußballtorhüter.

## Karriere

### Verein
Beginnend mit dem Jahr 2009 spielte er in der Jugend von Benfica Lissabon und durchlief hier auch alle Mannschaften bis zur U23, in welcher er dann zu Vitória Guimarães wechselte. Für die B-Mannschaft, zu welcher er ab der Saison 2020/21 gehörte, kam er dann in der dritten Liga erstmals am 21. August 2021 zu seinem ersten Einsatz. Ab Sommer 2022 gehörte er schließlich auch fest dem Kader der ersten Mannschaft an, wo er in der Liga, nachdem er sich selbst eine Knöchelverletzung zugezogen hatte, beginnend mit dem 25. Spieltag der Saison 2023/24 den verletzten Bruno Varela vertrat. In den fünf Partien musste er hier elf Mal hinter sich greifen und verlor nach der Genesung von Varela sogar auch seinen Platz auf der Bank.
Ende Januar 2024 verließ er dann schließlich auch Guimarães sowie Portugal selbst und schloss sich in der zweiten niederländischen Liga ablösefrei dem FC Dordrecht an, wo er aber noch auf seinen ersten Einsatz wartet.

### Nationalmannschaft
Mit der portugiesischen U17 kam er zwei Mal beim in der Ausgabe im Jahr 2017 des Torneio Internacional Algarve zum Einsatz und gewann mit seinem Team am Ende das Turnier. Anschließend vertrat er sein Team auch noch im März 2017 bei drei Spielen der Qualifikation für die folgende Europameisterschaft. Nach weiteren Einsätzen mit der U18 im nächsten Jahr, kam er ab September 2018 auch bei der U19 zum Einsatz und absolvierte nach mehreren Freundschaftsspielen auch die Qualifikation zur Europameisterschaft 2019 mit der Mannschaft. Dort war er dann auch bei der Endrunde zugegen und wurde am Ende mit seinem Team Vizeeuropameister.
Nach dem Turnier kam er mit der U20 noch zu zwei Einsätzen in der U20 Elite League und war anschließend auch mit der U21 bei der Europameisterschaft 2023 vertreten, wo er mit seinem Team das Viertelfinale erreichte.
Er erhielt erstmals im März 2023 eine Nominierung für die A-Nationalmannschaft kam in den beiden Partien der Qualifikation für die Europameisterschaft 2024, jedoch nicht zum Einsatz. Im November 2023 folgte auch noch eine weitere Nominierung, diesmal aber für die Mannschaft von Guinea-Bissau, aber auch hier saß er bei den beiden Qualifikationsspielen für die Weltmeisterschaft 2026 nur auf der Bank.